# Moritz Mock
Moritz Mock (* 2000) ist ein Schweizer Unihockeyspieler, der beim Nationalliga-A-Verein Grasshopper Club Zürich unter Vertrag steht.

## Karriere

### Verein
Mock entstammt dem Nachwuchs vom Unihockey Limmattal. Er durchlief die U-Stufen beim Grasshopper Club Zürich und debütierte 2016 erstmals für die Stadtzürcher in der Nationalliga A.

### Nationalmannschaft
Mock gehörte zwischen 2016 und 2019 der Schweizer U19-Unihockeynationalmannschaft an. Mit der Schweiz nahm er an der Weltmeisterschaft in Halifax teil.